# 저먼 와이어헤어드 포인터

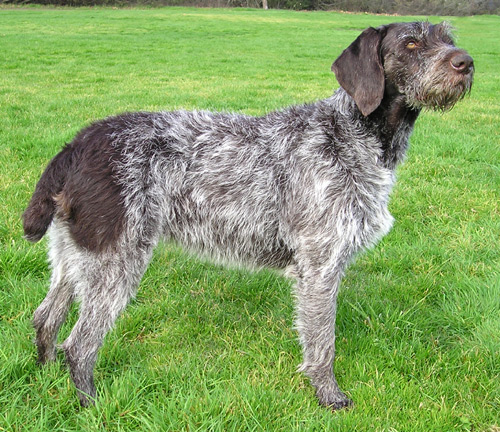
저먼 와이어헤어드 포인터

저먼 와이어헤어드 포인터(German Wirehaired Pointer)는 1800년에 종이 혼합된 독일산 털이 빳빳한 새 사냥을 위한 개이다.

## 같이 보기
- 저먼 쇼트헤어드 포인터